# Oliver Decker
Oliver Decker (* 1968) ist ein deutscher Sozialpsychologe, Soziologe, Rechtsextremismusforscher, Professor für Sozialpsychologie und interkulturelle Praxis an der Sigmund-Freud-Universität Berlin und Direktor des Else-Frenkel-Brunswik-Instituts, sowie des Kompetenzzentrums für Rechtsextremismus- und Demokratieforschung an der Universität Leipzig.

## Leben und Wirken
Decker legte 1989 sein Abitur am Erasmus-Gymnasium Grevenbroich ab und studierte anschließend Psychologie, Soziologie und Philosophie an der Freien Universität Berlin. Das Studium schloss er als Diplom-Psychologe ab und wurde 2003 am Fachbereich Erziehungs- und Humanwissenschaften der Universität Kassel mit der Dissertation Der Prothesengott. Subjektivität und Transplantationsmedizin zum Dr. phil. promoviert. 2010 habilitierte er sich am Institut für Soziologie der Universität Hannover und wurde ebenda Privatdozent. Von 2010 bis 2013 vertrat er die Professur für Sozialpsychologie an der Fakultät Bildung–Architektur–Künste der Universität Siegen, 2012 war er Honorary Fellow am Birkbeck College der University of London.
Decker war 2013 Mitbegründer des Kompetenzzentrums für Rechtsextremismus- und Demokratieforschung an der Universität Leipzig und ist dessen Direktor. Zudem leitet er an dieser Universität seit 2015 den Forschungsbereich Gesellschaftlicher und medizinischer Wandel in der Abteilung für Medizinische Psychologie und Medizinische Soziologie. 2015 war er Gastprofessor an der School of Visual Arts in New York.
Decker wurde 2020 als Professor für Sozialpsychologie und interkulturelle Praxis im Studiengang Psychologie an die Sigmund-Freud-Privatuniversität Berlin berufen. Seit September 2020 ist er Gründungsdirektor des Else-Frenkel-Brunswik-Instituts für Demokratieforschung an der Universität Leipzig.
Er ist Mitglied des internationalen Editorial Advisory Board des Journal for Psychosocial Studies und war 2020 Mitbegründer der Zeitschrift für Rechtsextremismusforschung. Außerdem ist er Herausgeber der Zeitschrift Psychoanalyse – Texte zur Sozialforschung (seit 1998) und Mitherausgeber der Zeitschrift Psychosozial (seit 2014).  Bis 2014 war er Mitherausgeber der Zeitschrift Psychotherapie & Sozialwissenschaft. Als Gastherausgeber verantwortete er weiterer Schwerpunktthemen in wissenschaftlichen Zeitschriften.
Decker fungiert außerdem als Gutachter für verschiedene wissenschaftliche Zeitschriften, u. a. für European Sociological Review, International Journal of Conflict & Violence, Journal für Psychologie, Journal of Applied Social Psychology, Social Psychology, Social Science Research, The Lancet Global Health, Zeitschrift für Vergleichende Politikwissenschaft und  Yale University Press

## Forschungsschwerpunkte
Forschungsschwerpunkte sind unter anderem die Sozialtheorie und Sozialpsychologie des gesellschaftlichen und medizinischen Wandels, die Erforschung der Ursachen und Wirkung des medizinischen Wandels sowie gesellschaftliche Transformationsprozesse.
Im Bereich der Kritischen Theorie der Gesellschaft untersucht Decker u. a. die Vergesellschaftung des Körpers und seine Bearbeitung durch die Medizin. Eine seiner wesentlichen Veröffentlichungen hierzu ist die Monografie Commodified Bodies (2014), in der es um eine Rekonstruktion von warenproduzierender Gesellschaft und moderner Medizin mittels der Benjamin’schen Montagetechnik ging. Dieser Studie ging die Monografie Der Prothesengott. Subjektivität der Transplanationsmedizin (2004) voraus, in der er die Wirkung der Körperergänzung am Beispiel der Organtransplantation untersuchte.
Seit 2002 leitet er zusammen mit Elmar Brähler die Leipziger Autoritarismus-Studie (ehemals Mitte-Studien zur rechtsextremen Einstellung in Deutschland).
Decker ist als Gründungsmitglied Projektleiter am Forschungsinstitut Gesellschaftlicher Zusammenhalt; zu seinen Forschungsprojekten zählen politische Dynamiken in bundesdeutschen Stadtgesellschaften. Er leitete zusammen mit dem Soziologen und Politikwissenschaftler Alexander Yendell die Forschungsprojekte „Konfliktraum Leipzig“ und „Jugendstudie Leipzig“, sowie die Projekte „Konfliktraum Hamburg“ und mit Gert Pickel und Katrin Reimer-Gordinskaya den Berlin-Monitor.
Zusammen mit Christoph Türcke veranstaltet er seit 2005 die Tagungsreihe „Kritische Theorie – Psychoanalytische Praxis“, in der verschiedene Themen, wie Opfer, Geld und Ritual, sowie Autoritarismus und Enhancement diskutiert werden.

## Weitere Tätigkeiten und Mitgliedschaften (Auswahl)
- Jurymitglied beim FORENA-Nachwuchspreis des Forschungsschwerpunkts Rechtsextremismus/Neonazismus an der Fachhochschule Düsseldorf (2010–2014)[2]
- Mitglied im International Scientific Committee of the Internationals Conference on Bioethics Education of the UNESCO Chair in Bioethics in Zefat (2012)
- Mitglied der DFG-Forschungsgruppe[2]
- Mitglied der International Study Group for Psychosocial and Psychoanalytic Research[2]
- Gründungsmitglied des Netzwerkes „Integrations-, Fremdenfeindlichkeit- und Rechtsextremismusforschung in Sachsen“ (IFRiS)[2]
- Sprecher des Graduiertenkollegs Rechtspopulismus der Rosa-Luxemburg-Stiftung (seit 2018)
- Fellow am Berliner Institut für kritische Theorie[2]

## Privates
Deckers Bruder ist der Berliner Kunstjurist und Aufsichtsrat Pascal Decker.

## Veröffentlichungen (Auswahl)

### Als Autor
- Der Prothesengott. Subjektivität und Transplantationsmedizin. Dissertation. Psychosozial-Verlag, Gießen 2004, ISBN 3-89806-310-0.
- Der Warenkörper. Zur Sozialpsychologie der Medizin. zu Klampen, Springe 2011, ISBN 978-3-86674-149-2.
- mit Elmar Brähler, Johannes Kiess: Rechtsextremismus der Mitte. Eine sozialpsychologische Gegenwartsdiagnose. Psychosozial-Verlag, Gießen 2013, ISBN 978-3-8379-2294-3.
- Commodified Bodies Organ Transplantation and the Organ Trade (= Routledge Studies in Science, Technology and Society). Routledge, New York 2014, ISBN 978-0-415-85483-2.

### Als Herausgeber
- mit Christoph Türcke: Kritische Theorie. Psychoanalytische Praxis. Psychosozial-Verlag, Gießen 2007, ISBN 978-3-89806-593-1.
- mit Tobias Grave: Kritische Theorie zur Zeit. Für Christoph Türcke zum sechzigsten Geburtstag. zu Klampen, Springe 2008, ISBN 978-3-86674-032-7.
- mit Christoph Türcke, Tobias Grave: Geld. Kritische Theorie und psychoanalytische Praxis. Psychosozial-Verlag, Gießen 2011, ISBN 978-3-8379-2128-1.
- mit Tobias Grave, Hannes Gießler, Christoph Türcke. Opfer. Kritische Theorie und psychoanalytische Praxis. Psychosozial-Verlag, Gießen 2017, ISBN 978-3-8379-2533-3
- mit Christoph Türcke: Ritual: Kritische Theorie und psychoanalytische Praxis. Psychosozial-Verlag, Gießen 2018, ISBN 978-3-8379-2833-4
- Sozialpsychologie und Sozialtheorie. Lehrbuch in zwei Bänden. Springer VS, Wiesbaden 2018, ISBN 978-3-531-19564-3.

### Mitte-Studien
→ siehe: Veröffentlichungen Mitte-Studien